# Сезар (кінопремія, 1978)
3-тя церемонія вручення нагород премії «Сезар» Академії мистецтв та технологій кінематографа за заслуги у царині французького кінематографу за 1977 рік відбулася 4 лютого 1978 року у концертному залі Плейєль (Париж, Франція). 
Церемонія проходила під головуванням Жанни Моро, розпорядником та ведучим церемонії втретє виступив П'єр Чернія. Найкращим фільмом визнано стрічку Провидіння режисера Алена Рене.

## Статистика
Фільми, що отримали декілька номінацій:
| Фільм                                                                | Номінації |
| -------------------------------------------------------------------- | --------- |
| • Провидіння / Providence                                            | 8         |
| • Краб-барабанщик / Le Crabe-tambour                                 | 6         |
| • Скажіть їй, що я її кохаю /                                        | 6         |
| • Мереживниця / La Dentellière                                       | 3         |
| • Ми усі відправимося до раю / Nous irons tous au paradis            | 3         |
| • Усе життя попереду / La Vie devant soi                             | 3         |
| • Цей смутний об'єкт бажання / Cet obscur objet du désir             | 2         |
| • Загроза / La Menace                                                | 2         |
| • Смерть негідника / Mort d'un pourri                                | 2         |
| • Чоловік, який любив жінок / L'Homme qui aimait les femmes          | 2         |
| • Слідчий Файяр на прізвисько «Шериф» / Le Juge Fayard dit Le Shérif | 2         |
| • Репетиція / Repérages                                              | 2         |

## Список лауреатів та номінантів
Переможців у кожній з категорій виділено жирним шрифтом.
| Найкращий фільм | Найкращий режисер |
| --- | --- |
| «Провидіння» / Providence (режисер: Ален Рене) - «Краб-барабанщик» / Le Crabe-tambour - «Мереживниця» / La Dentellière - «Ми усі відправимося до раю» / Nous irons tous au paradis | Ален Рене — «Провидіння» - П'єр Шендерфер — «Краб-барабанщик» - Луїс Бунюель — «Цей смутний об'єкт бажання» - Клод Міллер — «Скажіть їй, що я її кохаю» |
| Найкращий актор | Найкраща акторка |
| Жан Рошфор — «Краб-барабанщик» (за роль капітана) - Ален Делон — «Смерть негідника» (за роль Ксав'є «Ксав» Марешаля) - Шарль Деннер — «Чоловік, який любив жінок» (за роль Бертрана Морана) - Жерар Депардьє — «Скажіть їй, що я її кохаю» (за роль Давида Мартіно) - Патрік Девер — «Слідчий Файяр на прізвисько «Шериф»» (за роль слідчого Файяра) | Симона Синьйоре — «Усе життя попереду» (за роль мадам Розі) - Брижіт Фоссей — «Діти з шафи» (за роль Джульєтти) - Ізабель Юппер — «Мереживниця» (за роль Беатріс діт Помме) - Міу-Міу — «Скажіть їй, що я її кохаю» (за роль Джульєтти) - Дельфін Сейріґ — «Репетиція» (за роль Жулі́)                 |
| Найкращий актор другого плану | Найкраща акторка другого плану |
| Жак Дюфіло— «Краб-барабанщик» (за роль головного механіка) - Мішель Омон — «Зіпсовані діти» (за роль П'єра) - Жан-Франсуа Балмер — «Загроза» (за роль інспектора Валдека) - Жан Буіз — «Слідчий Файяр на прізвисько «Шериф»» (за роль генерал-прокурора Арно) - Філіп Леотар — «Слідчий Файяр на прізвисько «Шериф»» (за роль інспектора Мареца)     | Марі Дюбуа — «Загроза» (за роль Домінік Монтло) - Флоранс Джорджетті — «Мереживниця» (за роль Мнрилін Торрент) - Неллі Боржо — «Чоловік, який любив жінок» (за роль Дельфіни Грецель) - Женев'єв Фонтанель — «Чоловік, який любив жінок» (за роль Елен) - Валери Мересс — «Репетиція» (за роль Естер) |
| Найкращий сценарист | Найкраща музика |
| Девід Мерсер — «Провидіння» - Жан-Клод Карр'єр, Луїс Бунюель — «Цей смутний об'єкт бажання» - Мішель Одіар — «Смерть негідника» - Жан-Лу Дабаді — «Ми усі відправимося до раю» | Міклош Рожа — «Провидіння» - Владімір Косма — «Чудовисько» - Франсіс Лей — «Білітіс» - Філіп Сард — «Краб-барабанщик» |
| Найкращий оператор | Найкращі декорації |
| Рауль Кутар — «Краб-барабанщик» - П'єр Ломм — «Скажіть їй, що я її кохаю» - Андреас Віндінґ — «Обвинувач» - Рікардо Ароновіч — «Провидіння» | Жак Солньє — «Провидіння» - Гілтон МакКонніко — «Скажіть їй, що я її кохаю» - Жан-П'єр Кою-Свелко — «Ми усі відправимося до раю» - Бернар Евейн — «Усе життя попереду» |
| Найкращий монтаж | Найкращий звук |
| Альберт Юргенсон — «Провидіння» - Кріс Маркер — Колір повітря — червоний - Анрі Ланое — Загроза - Франсуа Бонно — «Простий минулий час» | Рене Маньоль, Жак Момон — «Провидіння» - Бернар Обуї — «М'ятна содова» - Поль Лене, Франсуа Бел, П'єр Лей — «Скажіть їй, що я її кохаю» - Жан-П'єр Ру — «Усе життя попереду» - Франсуа Бель та П'єр Лей — Кіготь і зуб                                                                                |
| Найкращий фільм іноземною мовою | Найкращий короткометражний анімаційний фільм |
| Італія • «Незвичайний день» / Una giornata particolare - Німеччина • «Американський друг» / Der Amerikanische Freund - США • Енні Голл / Annie Hall - Італія • «Хліб і шоколад» / Bread and Chocolate | «Мріяти» / Rêve - «Перелом» / Fracture - «Kubrick à brac» - «Морділіссімо» / Mordillissimo - «La Nichée» |
| Найкращий короткометражний ігровий фільм | Найкращий короткометражний документальний фільм |
| 500 грамів телячої печінки / 500 grammes de foie de veau - Білі очі / Le Blanc des yeux - Я хочу померти на батьківщині Жана-Поля Сартра / Je veux mourir dans la patrie de Jean-Paul Sartre - Крім неділі та святкових днів / Sauf dimanches et fêtes - Temps souterrain                                                                            | Коваль / La Maréchal-ferrant - Ben Chavis - Лотерея Життя / La Loterie de la vie - Народження / Naissance - Samarang |
| Почесний «Сезар» | |
| Роберт Дорфманн | |